# Lucien Jottrand

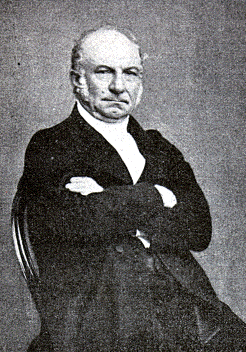
Lucien Jottrand

Lucien Joseph Léopold Jottrand (* 30. Januar 1804 in Genappe; † 17. Dezember 1877 in Saint-Josse-ten-Noode) war ein belgischer Journalist und Politiker.

## Leben
Jottrand studierte an der Universität Lüttich Rechtswissenschaften und wurde nach seiner Promotion 1825 Rechtsanwalt am Gerichtshof in Brüssel. Besondere Bedeutung erlangte er seit 1826 als Redakteur der oppositionellen Zeitung Courrier des Pays-Bas, die er 1832 als Eigentümer und Chefredakteur unter dem Namen Courrier de Belge übernahm. Während der belgischen Revolution von 1830 entwarf Jottrand gemeinsam mit dem Journalisten Édouard Ducpétiaux die spätere Nationalflagge Belgiens. 1830 wurde er Mitglied im Nationalkongress. Mitbegründer der Association Démocratique 1847 und deren Präsident. Im März 1848 verhandelte er durch Vermittlung  des Grafen Theophil von Hompesch über die Abdankung von Leopold I. 1847 gründete er die Zeitung Le Débat social. Organe de la démocratie. Jottrand schrieb an Karl Marx am 19. Mai 1848, dass er dessen  Neuen Rheinischen Zeitung begrüßte. 1856 war Jottrand Vorsitzender einer flämischen Kommission, die in diesem Jahr vom König eingerichtet wurde. 1855–1861 war er Gemeinderatsmitglied in Saint-Josse-ten-Noode, wo er auch als Anwalt tätig war.
Er verfasste zahlreiche überwiegend französische, aber auch niederländische Werke über Recht und Staatswissenschaften, Geschichte, Geologie und Sprachwissenschaften sowie Biografien über seine Mitkämpfer in der Revolution 1848 in Belgien.

## Werke
- Dissertatio inauguralis juridica de Certamine singulari. Lignac, Leodii 1825.
- Le Pape et la démocratie, par un ancien membre du Congrés national. Lelong, Bruxelles 1838.
- Garanties de l'existence du Royaume des Pay-Bas. Librairie Romantique, Bruxelles 1829.
- Des rapports politiques et commerciaux de la Belgique et de la France. Decp, Bruxelles 1841.
- La nouvelle constitution de New-York pour 1847. Avec un commentaire. Bruxelles 1847.
- Le suffrage universel. Nouvelle théorie et nouvelle application de ce systéme électoral. de D. Raes, Bruxelles 1848.
- Londres au point de vue belge. C. Muquardt, Bruxelles 1852.
- D'Anvers à Gênes, par les pays rhénans, la Suisse, la Savoie et le Piémont, et retour par Marseille et le sud[-]est de la France. Etudes diverses. Delevingne et Callewaert, Bruxelles 1854.
- Louis De Potter. Bruxelles 1860.
- Charles-Louis Spilthoorn. Evénements de 1848 en Belgique. Bruxelles 1872.